# Lizzy Ansingh
Maria Elisabeth Georgina 'Lizzy' Ansingh (Utrecht, 13 de marzo de 1875 – Ámsterdam, 14 de diciembre de 1959) fue una pintora neerlandesa. Perteneció a un grupo de pintoras impresionistas influenciadas por el movimiento del impresionismo de Ámsterdam llamado el Amsterdamse Joffers. Fue miembro de los círculos de arte de dicha ciudad el Arti et Amicitiae y San Lucas.

## Biografía
Lizzy Ansingh fue la hija de Edzard Willem Ansingh, farmacéutico y de la pintora Clara Theresia Schwartze. Nieta de Johann Georg Schwartze, también pintor, y sobrina de la pintora Thérèse Schwartze. Fue su tía Thérèse quién dio las primeras lecciones de dibujo a Lizzy con quien estuvo viviendo hasta los 16 años. Animó a su sobrina para desarrollar su carrera artística y la presentó a numerosos pintores, entre otros los impresionistas franceses y los famosos pintores neerlandeses George Hendrik Breitner, Piet Mondriaan y Simon Maris.
Durante los años 1894–1897 estudió en la Real Academia de Ámsterdam de Artes visuales, con los profesores August Allebé, Nicolaas van der Waay y Carel Dake.
En la Academia nació una amistad duradera entre un grupo de pintoras, más tarde llamado el Amsterdamse Joffers: Lizzy Ansingh, Marie van Regteren Altena, Suze Bisschop-Robertson, Coba Ritsema, Ans van den Berg, Jacoba Surie, Nelly Bodenheim, Betsy Westendorp-Osieck y Jo Bauer-Stumpff. La importancia de este grupo radicó principalmente en que funcionaban como modelos para las más jóvenes pintoras de los Países Bajos, especialmente durante la década de 1970.

## Otros trabajos
También escribió dos libros infantiles, `n Vruchtenmandje, publicado en 1927, y Tante Tor is jarig . Este folleto, publicado en 1950, estuvo ilustrado por Nelly Bodenheim.